# Хроновид

У палеонтології докази видів і еволюції ґрунтуються головним чином на порівняльній анатомії скам'янілостей. Хроновид визначається в одній лінії (суцільна лінія), морфологія якої змінюється з часом. У якийсь момент палеонтологи вважають, що відбулося достатньо змін, щоб розділити два види (А і В) за часом і анатомією. Якщо в літописі скам'янілостей збереглися лише спорадичні приклади кожного з них, форми виглядатимуть різко відмінними.

Хроновид — це вид, що походить від послідовної моделі розвитку, яка включає постійні та рівномірні зміни від вимерлої предкової форми в еволюційному масштабі. Послідовність змін зрештою створює популяцію, яка фізично, морфологічно та/або генетично відрізняється від початкових предків. Протягом усієї зміни існує лише один вид у лінії в будь-який конкретний момент часу. Це відрізняє хроновид від випадків, коли дивергентна еволюція породжує кілька сучасних видів зі спільним предком.
Споріднений термін палеовид вказує на вимерлий вид, ідентифікований лише за викопним матеріалом. Ця ідентифікація ґрунтується на чіткій подібності між ранніми викопними зразками та деякими передбачуваними нащадками, хоча точний зв'язок із пізнішими видами не завжди визначений. Зокрема, діапазон варіацій у всіх ранніх викопних зразках не перевищує спостережуваного діапазону, який існує в більш пізніх видах.
Палеопідвид визначає вимерлий підвид, який еволюціонував до існуючої форми. Зв'язок із відносно недавніми варіаціями, як правило, з пізнього плейстоцену, часто спирається на додаткову інформацію, наявну в матеріалі субфосилів. Більшість нинішніх видів змінилися в розмірах і таким чином адаптувалися до кліматичних змін під час останнього льодовикового періоду (див. правило Бергмана).
Подальша ідентифікація викопних зразків як частини «хроновиду» спирається на додаткові подібності, які вказують на специфічний зв'язок із відомим видом. Наприклад, порівняно недавні екземпляри віком від сотень тисяч до кількох мільйонів років із постійними варіаціями, для яких сучасний живий вид може представляти останній крок у хроновиді. Можлива ідентифікація безпосереднього предка живого таксону також може спиратися на стратиграфічну інформацію для встановлення віку зразків.
Концепція хроновиду пов'язана з моделлю еволюції філетичного градуалізму, а також спирається на велику кількість скам'янілостей, оскільки морфологічні зміни накопичуються з часом, і два дуже різні організми можуть бути з'єднані серією посередників.

## Приклади
- Зубри (декілька палеовидів і підвидів)
- Морські лінивці (палеовид)
- Урубу (хроновид)
- Каліфорнійський кондор (палеовид)
- Пантера (численні хроно- та палеовиди та підвиди)
- Valdiviathyris (без видимих змін з пріабонського періоду, 35 мільйонів років тому)